# ラクーンホールディングス
株式会社ラクーンホールディングス（英: RACCOON HOLDINGS, Inc.）は、東京都に本社を置く商社である。事業者向け卸サイトのスーパーデリバリーが事業の中心である 。

## 沿革
- 1993年9月 - 小方功が、東京都狛江市に自宅兼事務所、資金100万円で開業[2][3][注釈 1]。
- 1995年9月 - 有限会社ラクーントレイドサービス設立。
- 1996年5月 - 株式会社ラクーンに組織変更。
- 2006年4月6日 - 東京証券取引所マザーズに上場。
- 2010年11月 - 株式会社トラスト＆グロースを完全子会社化。
- 2011年10月 - BtoB掛売り・請求書決済代行サービス「Paid（ペイド）」を提供開始。
- 2013年3月 - クラウド受発注ツール「COREC - コレック」を提供開始。
- 2016年3月29日 - 東京証券取引所第一部に市場変更[注釈 2]。
- 2016年6月 - 「スーパーデリバリー」が日本サービス大賞にて「地方創生大臣賞」を受賞。
- 2016年8月 - 中小企業向けネット完結型の売掛保証サービス「URIHO（ウリホ）」を開設。
- 2017年2月 - ラクーンがGPTWの2017年度「働きがいのある会社」ランキングでベストカンパニーを受賞。
- 2017年3月 - ラクーンが第2回ホワイト企業アワードの女性活躍部門（東日本）で大賞を受賞。
- 2018年2月 - ラクーンがGPTWの2018年度「働きがいのある会社」ランキングでベストカンパニーを受賞。
- 2018年3月 - ラクーンが第3回ホワイト企業アワードのオフィス環境部門で大賞を受賞。
- 2018年11月-持ち株会社体制へ移行。社名を「株式会社ラクーンホールディングス」に変更。
- 2020年5月-ALEMO株式会社が株式会社ラクーンフィナンシャルの事業用家賃保証事業を承継し、社名を株式会社ラクーンレントに変更。
- 2022年4月 - 東京証券取引所の市場再編により、東京証券取引所プライム市場へ移行。

## 主な事業

### 株式会社ラクーンコマース
スーパーデリバリー
日本全国のアパレルメーカー、雑貨・インテリアメーカーから直接仕入れできる小売店専用の卸・仕入れサイト。
COREC（コレック）
業種を問わず、すべてのBtoBにおける受発注を、Web上で一元管理できるクラウド受発注ツール。

### 株式会社ラクーンフィナンシャル
Paid（ペイド）
BtoB掛売り・請求書決済代行サービス。企業間取引における与信管理、代金回収業務等の請求業務を代行、未入金が発生した場合には代金を100％保証する。
T&G売掛保証
企業間取引での「支払い遅延」や「倒産」による代金の未回収を解決する売掛保証サービス。
URIHO（ウリホ）
年商5億以下の中小企業向け、ネット完結型の売掛保証サービス。

### 株式会社ラクーンレント
事業用家賃保証
オフィス・店舗物件での家賃滞納のリスクを回避するサービス。

## 社名の由来
社名の「Raccoon」は英語で「アライグマ」の意味。2000年から2003年までラクーンで働き、一時期、取締役でもあった小林りんが、創業者の小方に「なぜ社名がラクーンなんですか？」と質問したところ、「ぼくがアライグマに似ているからです」と答えたとしている。